# Ania Pieroni
Ania Pieroni (geboren 28 februari 1957 te Rome) is een voormalige Italiaanse actrice, bekend van haar rollen in Italiaanse horrorfilms zoals The House by the Cemetery (1981), Tenebrae (1982) en Inferno (1980).

## Filmografie
- Così come sei (1978) – Cecilia
- Mani di velluto (1979) – Maggie
- Inferno (1980) – Muziekstudente met kat / Mater Lachrymarum
- The House by the Cemetery (1981) – Ann
- Miracoloni (1981) – Maddalena
- Tenebrae (1982) – Elsa Manni
- Il Conte Tacchia (1982) – Hertogin Elisa Savelli
- Signore e signori (1984) – Carlotta
- Mai con le donne (1985) – Lisa
- Fracchia contro Dracula (1985) – Gravin Oniria

## Trivia
- Ania Pieroni kreeg voor de film The Mother of Tears de rol van Mater Lachrymarum aangeboden door Dario Argento (aangezien ze de rol eerder speelde in Inferno), maar wees het aanbod af.
- Pieroni keerde terug naar het openbare leven toen ze meehielp aan de verkiezingscampagne voor Silvio Berlusconi's partij, Forza Italia.